# Polární oblast

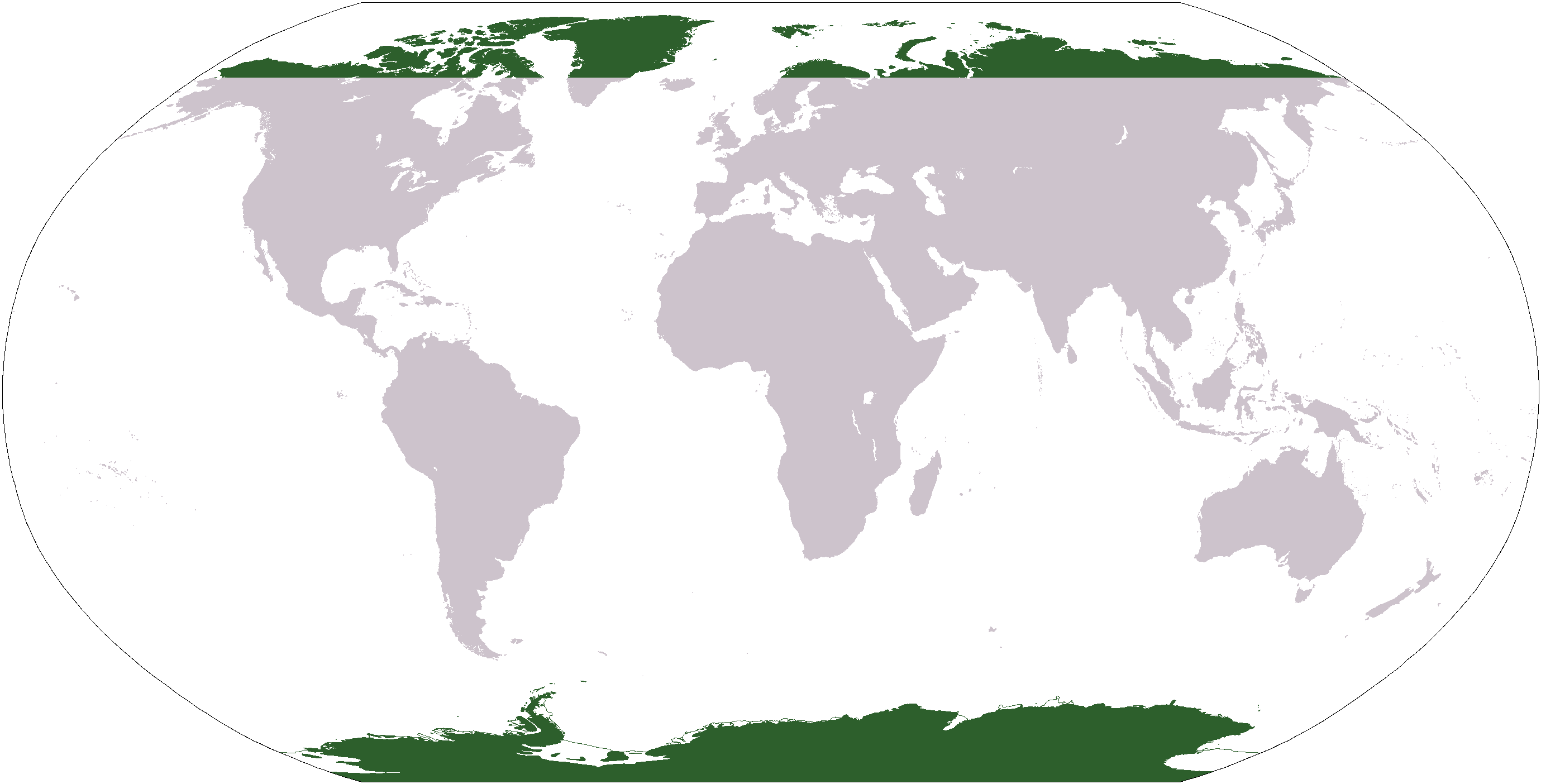
Polární regiony

Polární oblast je obecné označení pro region v blízkosti zeměpisného pólu planety. Na Zemi i na Marsu jsou polární oblasti zčásti pokryté ledem.

## Země
Na Zemi se severní polární oblast označuje jako Arktida a jižní polární oblast jako Antarktida. Zatímco vymezení jižní polární oblasti je vcelku jednoznačné (pevnina Antarktidy a okolní moře), v okolí severního pólu jsou poměry složitější. Jednak proto, že v okolí je více pevnin, jednak vzhledem k přítomnosti mořských proudů, které části Arktidy oteplují. Proto se severní polární oblast vymezuje dvojím způsobem: geograficky a klimatologicky.

### Geografické vymezení
Polární oblast je geograficky vymezena polárním kruhem, který tvoří rovnoběžky na 66° 33′ (resp. 66,55°) severní a jižní zeměpisné šířky. Ty leží ve vzdálenosti asi 2 602 km od pólu a asi 7 383 km od rovníku. Jejich poloha je dána sklonem zemské osy vůči ekliptice (asi 23° 26´), jež se v průběhu času pomalu mění: v současnosti se polární kruh posouvá asi o 14,4 mm za rok směrem k pólům. Polární oblast je tam, kde o letním slunovratu (21. června) Slunce vůbec nezapadne a o zimním slunovratu (20. nebo 21. prosince) nevyjde nad obzor. Vzhledem k lomu světla v atmosféře lze ovšem tento jev na severní polokouli pozorovat asi od 66 stupně šířky, na jižní polokouli od 67 stupně. Čím blíže k pólu, tím je tento jev zřetelnější: asi od 73° je skutečně tma, od 79° je vidět nejjasnější hvězdy a od 85° nelze pozorovat ani žádné svítání. Odtud je také název polární den a polární noc, jež jsou směrem k pólu stále delší, až na pólu zdánlivý denní pohyb Slunce mizí a "den" i "noc" trvají půl roku.

### Klimatologické vymezení

Klimatologická severní polární oblast (Červená čára spojuje místa s průměrnou červencovou teplotou 10 °C, modrá čára vyznačuje severní polární kruh)

I když se polární oblasti vyznačují obecně chladným podnebím, jsou klimatické podmínky v severní polární oblasti velmi rozmanité v závislosti na pevninách a mořských proudech. Tak Hudsonův záliv v Kanadě je po polovinu roku zamrzlý, kdežto například norský přístav Hammerfest, který leží více než 1000 km severněji, vůbec nezamrzá. Proto se v klimatologii za polární oblast pokládá oblast, kde v nejteplejším měsíci roku (na severní polokouli červenec) střední teplota nevystoupí nad 10 °C.
Klimatologický subpolární kruh zhruba vymezuje oblast, kde rostou stromy, od oblasti tundry. Ještě severněji rostou už jen některé trávy, mechy a lišejníky. V drsných podmínkách polárních oblastí žijí zajímavé druhy živočichů – na severu například lední medvědi, na jihu tučňáci, někteří ptáci a hmyz (např. pakomár Belgica antarctica) – kteří jsou těmto podmínkám přizpůsobeni. Nejsevernějším trvale obydleným místem je patrně norské město Longyearbyen (souostroví Špicberky), ležící na 78° 13´ severní šířky; oproti tomu Antarktida není – kromě vědeckých stanic – trvale osídlena. Klimatická pozorování v Antarktidě mají velký význam pro zkoumání tzv. globálního oteplování.

## Galerie

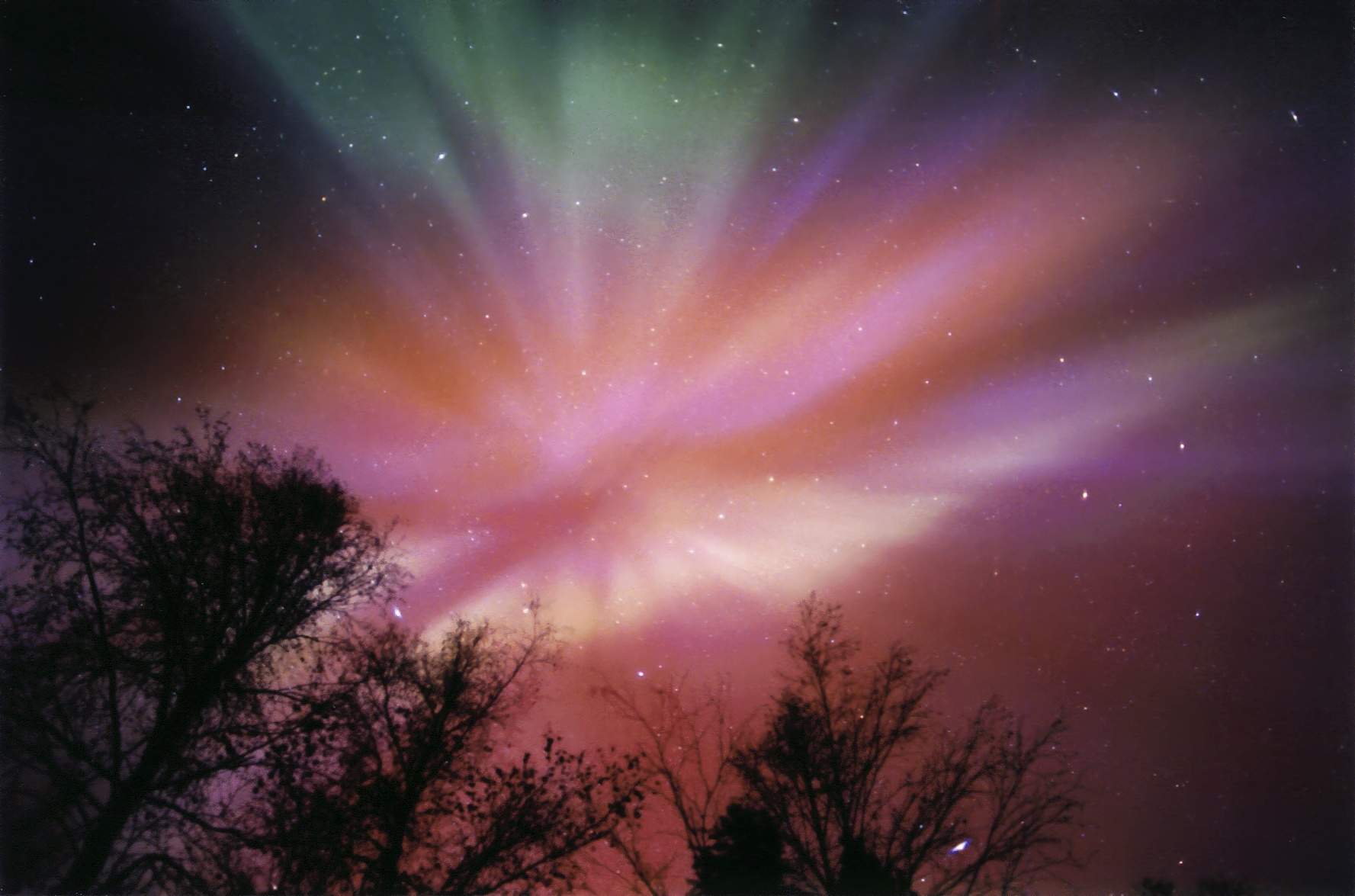
Polární záře
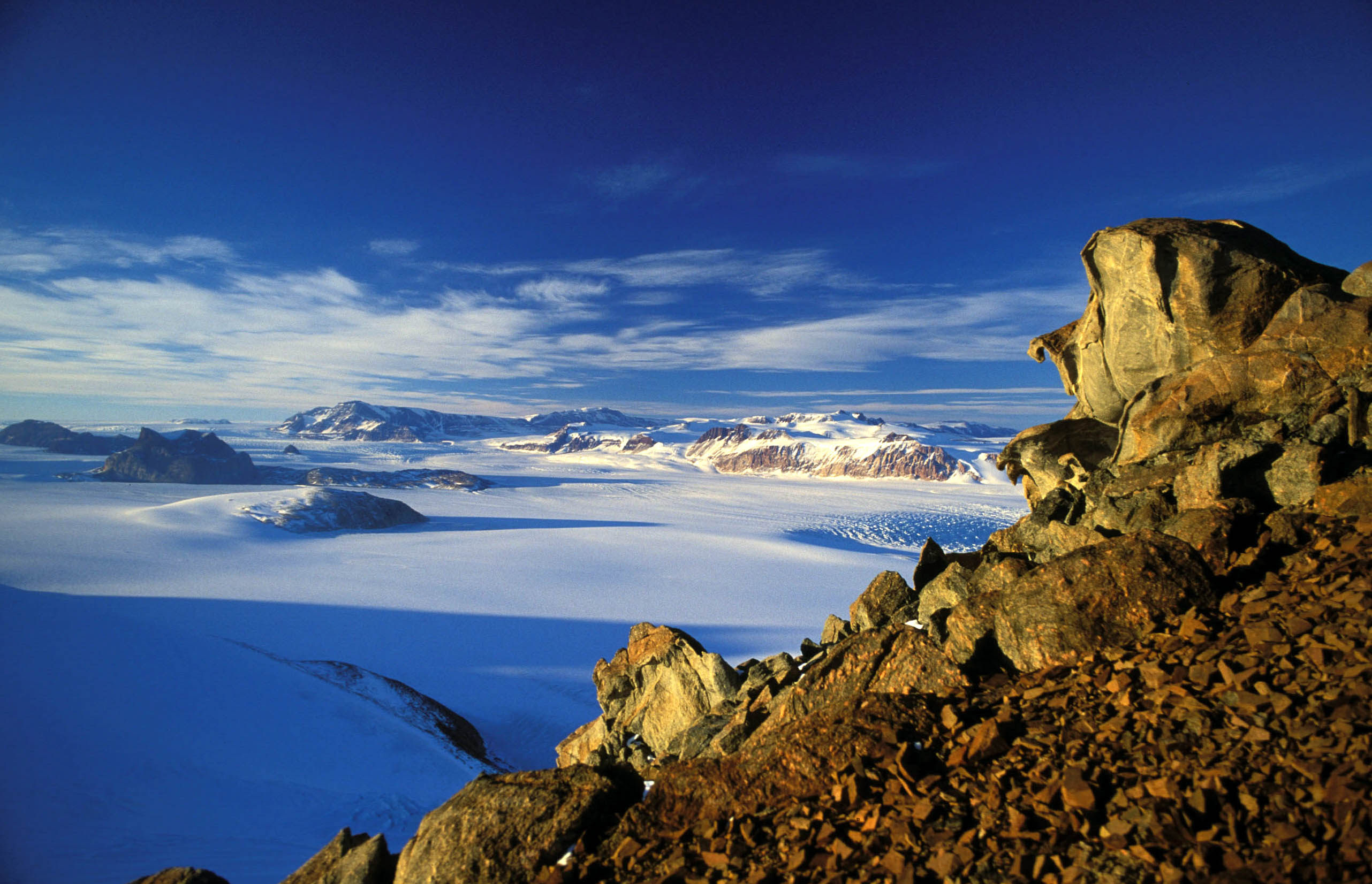
Antarktida
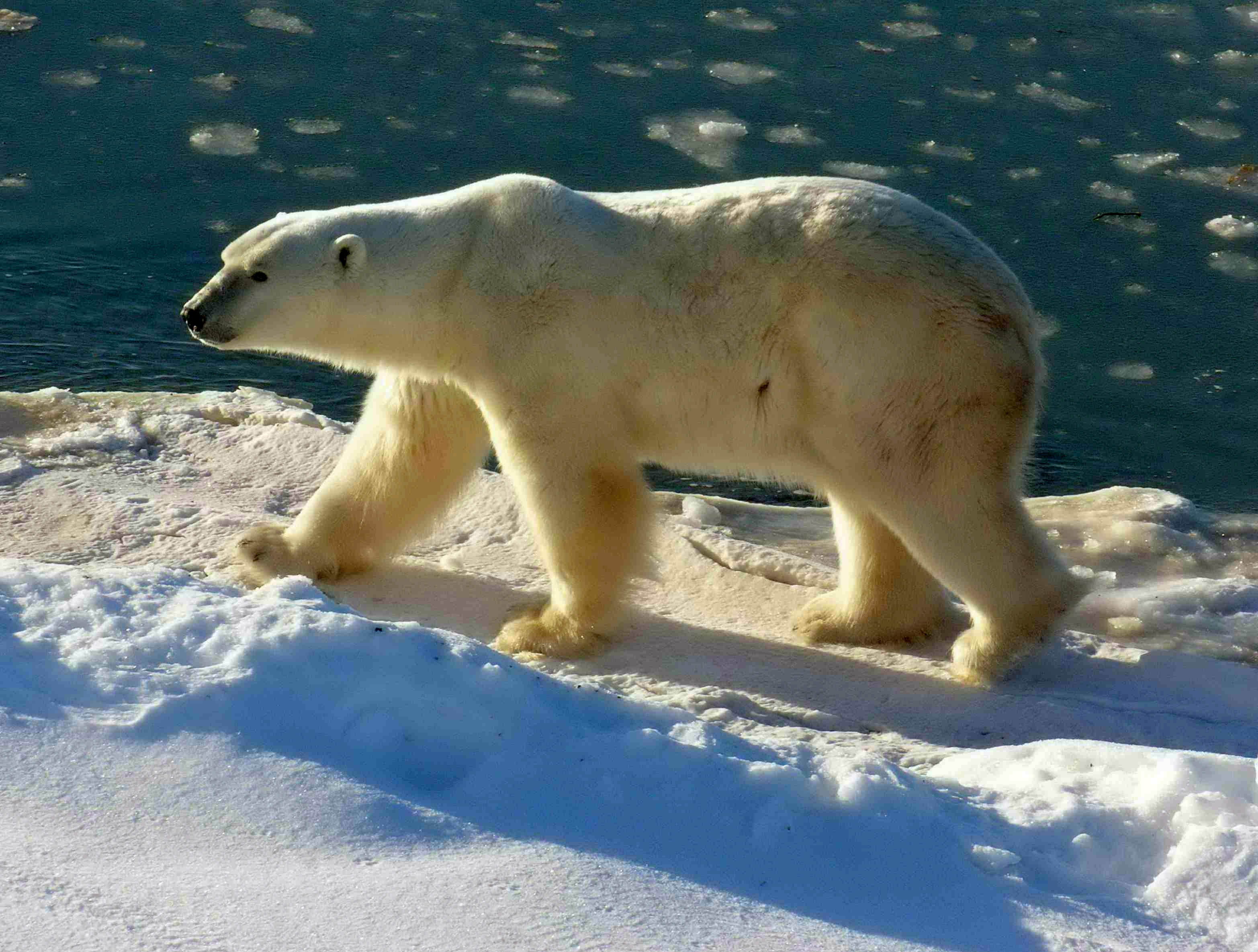
Lední medvěd
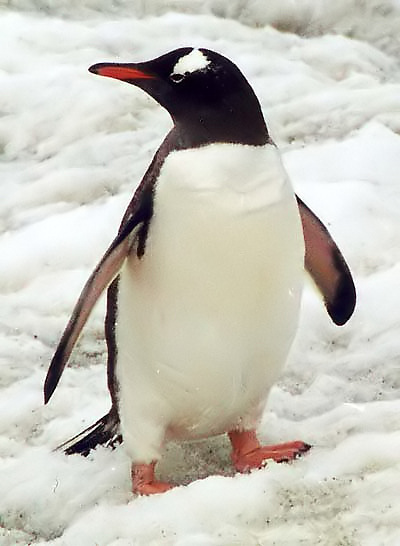
Tučňák oslí